# جان فرانسوا دينيو
جان فرانسوا دينيو (بالفرنسية: Jean-François Deniau)‏ (و. 1928 – 2007 م) هو صحفي، وكاتب، ودبلوماسي، وسياسي، وكاتب سيناريو من فرنسا . ولد في باريس . تولى منصب عضو الجمعية الوطنية الفرنسية (2 أبريل 1993–21 أبريل 1997)، وعضو الجمعية الوطنية الفرنسية (23 يونيو 1988–1 أبريل 1993)، وعضو الجمعية الوطنية الفرنسية (2 أبريل 1986–14 مايو 1988)، وعضو الجمعية الوطنية الفرنسية (3 أبريل 1978–6 مايو 1978)، وعضو البرلمان الأوروبي، وسفير .
وهو عضو في الاتحاد من أجل الديمقراطية الفرنسية.وهو عضو في أكاديمية اللغة الفرنسية (منذ 9 أبريل 1992).
توفي في باريس .

## التعليم
تعلم في المدرسة الوطنية للإدارة، ومعهد الدراسات السياسية بباريس

## جوائز
حصل على جوائز منها:
- Grand Officer of the Legion of Honour
- قائد الفنون والآداب
- وسام الصليب الأكبر من وسام إيزابيلا الكاثوليكية.

| المناصب السياسية | المناصب السياسية                                     | المناصب السياسية |
| ---------------- | ---------------------------------------------------- | ---------------- |
| سبقه             | عضو الجمعية الوطنية الفرنسية 1993-04-02 - 1997-04-21 | تبعه             |
| سبقه             | عضو الجمعية الوطنية الفرنسية 1988-06-23 - 1993-04-01 | تبعه             |
| سبقه             | عضو الجمعية الوطنية الفرنسية 1986-04-02 - 1988-05-14 | تبعه             |
| سبقه             | عضو الجمعية الوطنية الفرنسية 1978-04-03 - 1978-05-06 | تبعه             |

## روابط خارجية
- جان فرانسوا دينيو على موقع IMDb (الإنجليزية)
- جان فرانسوا دينيو على موقع مونزينجر (الألمانية)
- جان فرانسوا دينيو على موقع ميوزك برينز (الإنجليزية)
- جان فرانسوا دينيو على موقع ديسكوغز (الإنجليزية)
- جان فرانسوا دينيو على موقع قاعدة بيانات الفيلم (الإنجليزية)